# 亞速號大型登陸艦
亞速號大型登陸艦（羅馬化：Azov），1988年至1998年編號為БДК-54，是一艘蘇聯海軍和俄羅斯海軍的大型登陸艦，屬於775工程大型登陸艦項目（北約代號為「蟾蜍級大型登陸艦」）。其駐紮在黑海艦隊，隸屬於第197登陸艦旅。

## 歷史
該艦在波蘭格但斯克北方造船廠建造，序列號為775/26。其1988年11月22日開始建造，1989年5月19日下水，1990年10月12日開始服役。

## 服役
1990年10月12日，該艦以「БДК-54」編號為名加入黑海艦隊。1998年11月23日，該艦更名為「亞速號」，以紀念黑海艦隊同名大型反潛艦亞速號巡洋艦。
2022年春，其於塞瓦斯托波爾市第13修船廠進行維修。
截至2022年，該艦的指揮官為二等艦長謝爾希·盧岑科。
2024年3月23日晚，烏克蘭海軍對俄軍亞速空軍基地發動導彈攻擊。烏克蘭武裝部隊總參謀部和戰略委員會報告導彈成功命中亞速號和亞馬爾號大型登陸艦兩艦。